# MASTERPIECE (RIP SLYMEのアルバム)
『MASTERPIECE』（マスターピース）は、RIP SLYMEの4枚目のアルバム。2004年11月3日発売。

## 概要
オリジナルアルバムとしては、前作『TIME TO GO』から約1年4ヶ月ぶりとなる。
アルバム名の由来は、関係者の「今回のアルバムはマスターピースな感じで」という言葉から来ている。また、DJ FUMIYAはこのアルバムから音作りのスタイルが変わったと発言している。
オリコンデイリーチャートで、初日で首位を獲得したが、ウィークリーチャートでは2位を獲得し、3作ぶりにオリジナルアルバムにおけるチャート1位を逃した。
ジャケットのイラストはGEOFF McFETRIDGEが担当した。
初回盤のみ、急げ!!発売日〜1週間限定企画「adidas×RIP SLYME＝もの凄くイカしたジャージ」応募券付き、GEOFFデザインステッカー封入のスペシャル・ジャケット仕様で、ボーナストラック「朝焼けサラウンド」収録。

## 収録曲
1. Prologue
（作曲：DJ FUMIYA）
インストゥルメンタル曲。声は藤村俊二が担当。
2. Masterpiece
（作詞：RYO-Z, ILMARI, PES, SU　作曲：DJ FUMIYA）
表題曲。
3. Rock it!
（作詞：RYO-Z, ILMARI, PES, SU　作曲：PES）
PESプロデュース曲。PES本人が弾いたギター音をサンプリングしている。メンバーも気に入っているらしく、夏フェス等ではよく披露される。また、『ミュージックステーション』でも披露した。
4. 黄昏サラウンド
（作詞：RYO-Z, ILMARI, PES, SU　作曲：PES）
10thシングル。
5. ON & OFF
（作詞：RYO-Z, ILMARI, PES, SU　作曲：DJ FUMIYA）
6. GALAXY
（作詞・作曲：RIP SLYME）
9thシングル。
7. Mellow Morrow
（作詞：ILMARI, PES　作曲：ILMARI, Hirotaka Mori）
元々は作詞にSUも参加する予定だったが、遅刻のため不参加。また、作曲及びコーラスで森広隆が参加している。スクラッチはDJ FUMIYAではなくDJ NONが担当。
8. Get Busy
（作詞：RYO-Z, ILMARI, PES, SU　作曲：SU）
作曲したSU曰く「女子十二楽坊を意識した」曲。RYO-Zのお気に入り曲でもある。
9. M・I・L・K
（作詞：RYO-Z, PES, SU　作曲：DJ FUMIYA）
ILMARIは不参加。
10. AMAR
（作曲：DJ FUMIYA）
インストゥルメンタル曲。元は彼らのラジオ番組「ストレイト・アウト・トーキョーSUN」のオープニングテーマ。
11. STRANGE (ALBUM Version)
（作詞・作曲：RIP SLYME）
9thシングルのc/wのアルバムバージョン。シングル版の「STRANGE」にはなかったRYO-Zのパートが追加されている。
12. Dandelion
（作詞：RYO-Z, ILMARI, PES, SU　作曲：DJ FUMIYA）
8thシングル。
13. Unknown
（作詞：RYO-Z, ILMARI, PES, SU　作曲：PES）
14. Epilogue
（作曲：DJ FUMIYA）
インストゥルメンタル曲。声は1曲目と同じく藤村俊二。
15. 朝焼けサラウンド
（作詞：RYO-Z, ILMARI, PES, SU　作曲：PES）
本作の4曲目「黄昏サラウンド」のリミックスバージョン。後半から隠しトラック「あそこのSU」。また、長野県のテレビ朝日系列局・長野朝日放送の『abnニュース&天気予報』のテーマ曲でもある。